# Scytoceroides ceylonensis
Scytoceroides ceylonensis är en insektsart som beskrevs av Henry, G.M. 1932. Scytoceroides ceylonensis ingår i släktet Scytoceroides och familjen vårtbitare. Inga underarter finns listade i Catalogue of Life.